# Adoretus senescens
Adoretus senescens är en skalbaggsart som beskrevs av Walker 1871. Adoretus senescens ingår i släktet Adoretus och familjen Rutelidae. Inga underarter finns listade i Catalogue of Life.